# Liste der denkmalgeschützten Objekte in Erlauf (Gemeinde)
Die Liste der denkmalgeschützten Objekte in Erlauf enthält die denkmalgeschützten, unbeweglichen Objekte der Gemeinde Erlauf.

## Denkmäler
| Foto |                 | Denkmal                                                                                    | Standort                           | Beschreibung | Metadaten |
| ---- | --------------- | ------------------------------------------------------------------------------------------ | ---------------------------------- | --- | --- |
| ja   | Datei hochladen | Kath. Pfarrkirche hl. Johannes Nepomuk und Kriegerdenkmal HERIS-ID: 49668 Objekt-ID: 53636 | Kirchenplatz 1 Standort KG: Erlauf | Die Kirche in Erlauf, ein kastenförmiger Bau mit Walmdach, wurde 1742 bis 1745 im Auftrag von Josefa von Zinzendorf errichtet und 1783 zur Pfarrkirche erhoben. 1853 wurde an der Südseite der Turm erbaut.                                                        | BDA-Hist.: Q27144763 Status: § 2a Stand der BDA-Liste: 2025-06-30 Name: Kath. Pfarrkirche hl. Johannes Nepomuk und Kriegerdenkmal GstNr.: .32 Pfarrkirche hl. Johann Nepomuk Erlauf (Gemeinde) |
| ja   | Datei hochladen | Spätgotische Balkendecke HERIS-ID: 33836 Objekt-ID: 31580                                  | Marktplatz 1 Standort KG: Erlauf   | In dem ehemaligen Gasthof aus der ersten Hälfte des 16. Jahrhunderts befindet sich unter anderem eine spätgotische Balkendecke. Anmerkung: Haus ist dem Verfall preisgegeben. Besitzerin wollte kein Foto im Inneren zulassen. Existenz der Decke wurde bestätigt. | BDA-Hist.: Q37954492 Status: Bescheid Stand der BDA-Liste: 2025-06-30 Name: Spätgotische Balkendecke GstNr.: 91 Marktplatz 1 (Erlauf)                                                          |